# Jan Piket
Joannes Josephus Christiaan (Jan) Piket (Zwammerdam, 23 maart 1925 – Berg en Dal, 22 januari 2020) was hoogleraar fysische geografie en cartografie aan de toenmalige Katholieke Universiteit Nijmegen.

## Levensloop
Jan Piket werd op 23 maart 1925 geboren in Zwammerdam. Hij slaagde in 1941 voor het mulo-examen en behaalde in 1946 het gymnasium-beta diploma. Na het vervullen van zijn militaire dienstplicht ging hij fysische geografie studeren in Utrecht. Hij studeerde in 1955 cum laude af bij Jacoba Hol. In zijn doctoraalscriptie behandelde hij het ontstaan van de schiervlaktes in de Oesling in Luxemburg. Na zijn doctoraal zette hij het onderzoek in de Oesling voort. Hij rondde dit af met een proefschrift waarop hij in 1960 bij Hols opvolger Jan Zonneveld aan de Universiteit Utrecht promoveerde.
Tussen 1955 en 1958 was Piket ook werkzaam als docent aardrijkskunde op het Aloysiuscollege in Den Haag. Daar was toen Ruud Cools ook aardrijkskundeleraar. Toen Cools in 1958 gevraagd werd de studierichting sociale geografie aan de Katholieke Universiteit van Nijmegen vorm te geven, vroeg hij Piket wetenschappelijk medewerker te worden voor de fysische geografie en cartografie. Tussen 1958 en 1984 doceerde Piket ook aan de m.o.-lerarenopleiding in Tilburg.
In 1969 werd Piket lector fysische geografie en cartografie en in 1980 hoogleraar met dezelfde leeropdracht in Nijmegen. In 1988 ging hij met emeritaat.

## Wetenschappelijk werk
Als leerling van Jacoba Hol had Piket een grote belangstelling voor geomorfologische vraagstukken, met name de geomorfologie van de Europese middelgebergten. Piket kreeg de gelegenheid materiaal te verzamelen in de diepe boorgaten die nodig waren voor de zendmasten van Radio Luxemburg en ook in de sleuven die in het gebied werden gegraven voor de aanleg van een waterleidingnet. Zijn bevindingen vormden een bevestiging van de gangbare theorie over de vorming van de middelgebergten. Het proefschrift kreeg nauwelijks aandacht in de wetenschappelijke pers. Dit in tegenstelling tot het proefschrift van Willem Frederik Hermans die over hetzelfde onderwerp in nagenoeg hetzelfde gebied onderzoek had verricht. Hermans promoveerde in 1955 bij Jan Pieter Bakker in Amsterdam (titel ‘Description et genese des depots meubles de surface et du relief de l’Oesling’). Piket wist pas bij de afsluiting van zijn onderzoek van de werkzaamheden van Hermans in zijn onderzoeksgebied en hij was het niet eens met de conclusies van Hermans over de reliëfvorming in het gebied. Daarmee haalde hij ook de alternatieve theorie van Bakker over de reliëfvorming (de zogenaamde denudatieve altiplanatietheorie) onderuit
Piket heeft behalve aan fysisch-geografische onderwerpen zoals in zijn openbare les over de geografische principes possibilisme en impossibilisme, ook veel aandacht geschonken aan de cartografie. Hij was actief betrokken bij de redactie van de Nieuwe Atlas van Nederland, waarvan de eerste delen in 1984 verschenen. Hij was voorzitter van de redactieteams voor Deel 16 over het Landschap en Deel 17 over Milieu.

## Publicaties, een selectie
- Het Oeslinglandschap rondom Hosingen. Proeve van een geomorfologische interpretatie, Diss. Utrecht, Uitgeversmaatschappij Neerlandia, Utrecht, 1960;
- Op de bouwvallen der natuur. Beschouwingen over de geografische principes possibilisme en impossibilisme, Openbare les Katholieke Universiteit Nijmegen, Dekker & van de Vegt, Nijmegen, 1969;
- Nederland in drie dimensies. Indeling van Nederland in mesoreliëfgebieden op basis van een kleinschalige reliëfkaart, NV. Falkplan/CIB, Den Haag, 1972;
- Nieuwe atlas voor Nederland, deel 16 Landschap, Den Haag, 1987 (met J.T.R. Kalkhoven, A.A. de Veer en W.Vos);
- Nieuwe atlas voor Nederland, deel 17 Milieu, Den Haag, 1989, (met K. Bouwer en P.J. Teune).

Artikelen, een selectie
- "Beschouwing over vier thema's naar aanleiding van een oblique luchtfoto van Maas en Waal en het aangrenzende gebied, stroomafwaarts van Tiel, nabij Heerewaarden", Geografisch Tijdschrift, 1968 (1), p. 1-14;
- "Five European topographic maps: A contribution to the classification of topographic maps and their relation to other map types",  Geografisch Tijdschrift. 1972 (3): 266–276;
- "De betekenis van de Tranchotkaart voor historisch-geografisch landschapsonderzoek," Kartografisch tijdschrift 1987 (3) pp. 49-51;
- "Geologie, reliëf en landschap. De maatschappelijke betekenis van geologie", Grondboor & Hamer, 1993(1/2), pp 2-4.

### Publicaties over Jan Piket en zijn werk
- J.M.G. Kleinpenning, P.J.W. Kouwe en A.G.M. van der Smagt, Na vijftien jaar Nijmeegse geografie. Opstellen over geografisch onderwijs en onderzoek, Nijmeegse geografische cahiers, nummer 3, Geografisch en planologisch instituut, Nijmegen, 1975;
- Han Oomen, Onder hoogleraren. 50 jaar geografie, 45 jaar planologie in Nijmegen, Fagus, 2008;
- Henk Donkers, "Ik heb gelijk (maar niet altijd). Prof. J.J.C Piket (90) over fysisch geograaf dr. W.F. Hermans", Geografie, april 2016, pp. 6-11;
- Henk Donkers, "Graven in geografisch oud zeer binnen de driehoek Hermans-Bakker-Piket", Geografie, juni 2019, pp. 24-30;
- In memoriam: J. Piket, medeoprichter van de Nijmeegse geografie-opleiding Biografie op geografie.nl/ KNAG.

- International Standard Name Identifier: 0000 0000 6165 6266
- Nederlandse Thesaurus van Auteursnamen: 068923554
- Virtual International Authority File: 89274197
- WorldCat: E39PBJk8VWyvtJ7wGDP9wCGT73